# 札幌プリンスホテルタワー
札幌プリンスホテルタワー（Sapporo Prince Hotel Tower）は、札幌市中央区にある超高層ビル。この項目では、ホテルの「札幌プリンスホテル」（Sapporo Prince Hotel）についても記載している。

## 概要
老朽化していた札幌プリンスホテル旧本館（黒川紀章設計）を取り壊して建設。2004年に竣工したホテルは地上107m、28階、360度の眺望、客室数587室を備えており、ロビーは27階まで吹き抜けのアトリウムになっているほか、7機のシースルーエレベーターを設置しているなど開放感がある。「札幌プリンスホテルタワーの快適環境・環境負荷低減設備」として空気調和・衛生工学会の『第20回振興賞』技術振興賞を受賞している。札幌プリンスホテルタワーからの夜景が北海道じゃらんによる「札幌3大夜景」に選ばれたことがある。

## 札幌プリンスホテル
2020年東京五輪のマラソン・競歩の選手村に選ばれている。

### 沿革
- 1972年（昭和47年）：札幌プリンスホテル開業。
- 1980年（昭和55年）：新館オープン[11]。
- 1999年（平成11年）：国際館パミールオープン[12]。
- 2003年（平成15年）：旧本館解体[5]。
- 2004年（平成16年）：札幌プリンスホテルタワー竣工。新館を「別館」と呼称。
- 2010年（平成22年）：別館解体[13]。2010年日本APEC『高級実務者関連会合』開催[14]。
- 2019年（令和元年）：2020年東京オリンピック選手村に選定される[10]。

### 施設
客室
- スタンダードフロア
  - スタンダードツインルーム (21 m²)
- スーペリアフロア
  - スーペリアツインルーム (21 m²)
  - スーペリアダブルルーム (21 m²)
- ロイヤルフロア
  - デラックスツインルーム (42 m²)
  - デラックスダブルルーム (42 m²)
  - スイートルーム (63 m²)
  - ロイヤルスイートルーム (105 m²)

レストラン・バー
- フランス料理 トリアノン
- ステーキハウス 桂
- 中国料理 芙蓉城
- ブッフェレストラン ハプナ
- スカイラウンジ トップ オブ プリンス
- カフェ リシオ
- タワー28階個室

ウェディング
- チャペル
- スカイチャペル
- 神殿
- ブライダルハウスBiBi[15]
- ラヴィ・ファクトリー

会議・宴会
- 国際館パミール
  - 6階 大宴会場【美瑛・十勝・日高・大雪】 (全室利用 1,000 m²)
  - 3階 大宴会場【大沼・洞爺・支笏・風蓮・摩周・屈斜路】 (全室利用 1,000 m²)
  - 5階 中宴会場【北斗】 (151 m²)
  - 2階 宴会場

温泉
- 源泉名：札幌大通温泉
- 泉質：ナトリウム・カルシウム-塩化物泉
- 浴用効能：神経痛、筋肉痛、関節痛、疲労回復

その他
- 道産市場
- ブティックShiz
- トヨタレンタリース新札幌 大通公園西11丁目店[16]

### 2020年東京オリンピック選手村
2020年東京五輪のマラソン・競歩の選手村に選ばれている。選定理由は、競技の発着点の大通公園に近く、過去の国内開催五輪でグループのホテルが使われた実績があることなどから。
ただ英国の選手が食事の味などについてSNSで不満を述べた。そのツイートには「僕らは万が一にもレースの週にまともな食事は得られますか？これは食事ですか？冷めきったスロップ（味のないおかゆみたいなもの）、蒸した玉ねぎと部分的に調理されたパスタじゃないの？これが“スポーツの頂点”だ。札幌は僕には刑務所のように感じるね。」「一生をかけたハードワークをしなきゃいけないのに、汗まみれの学校の食堂にようこそと言われているみたいだ。」などと書かれたが、直ぐに削除された。

## アクセス
国道230号（石山通）沿いにあり、隣には中央区役所がある。
- 札幌市電中央区役所前停留場下車 徒歩1分
- 札幌市営地下鉄東西線西11丁目駅下車 徒歩3分
- 北海道旅客鉄道（JR北海道）札幌駅から車で約8分
- 新千歳空港から高速道路利用して車で約1時間（北都交通、北海道中央バス 新千歳空港連絡バス「札幌プリンスホテル」停留所）